# Belmont-Tramonet
Pour les articles homonymes, voir Belmont.
Belmont-Tramonet est une commune française située dans le département de la Savoie, en région Auvergne-Rhône-Alpes.

## Géographie

### Climat
Pour des articles plus généraux, voir Climat d'Auvergne-Rhône-Alpes et Climat de la Savoie.
En 2010, le climat de la commune est de type climat des marges montargnardes, selon une étude du Centre national de la recherche scientifique s'appuyant sur une série de données couvrant la période 1971-2000. En 2020, Météo-France publie une typologie des climats de la France métropolitaine dans laquelle la commune est exposée à un climat de montagne ou de marges de montagne et est dans la région climatique Alpes du nord, caractérisée par une pluviométrie annuelle de 1 200 à 1 500 mm, irrégulièrement répartie en été.
Pour la période 1971-2000, la température annuelle moyenne est de 11,5 °C, avec une amplitude thermique annuelle de 18 °C. Le cumul annuel moyen de précipitations est de 1 235 mm, avec 9,8 jours de précipitations en janvier et 7,4 jours en juillet. Pour la période 1991-2020, la température moyenne annuelle observée sur la station météorologique de Météo-France la plus proche, « Pont-de-Beauvoisin », sur la commune du Pont-de-Beauvoisin à 3 km à vol d'oiseau, est de 11,8 °C et le cumul annuel moyen de précipitations est de 1 166,3 mm,. Pour l'avenir, les paramètres climatiques de la commune estimés pour 2050 selon différents scénarios d'émission de gaz à effet de serre sont consultables sur un site dédié publié par Météo-France en novembre 2022.

### Hydrographie
le Guiers, d'une longueur de 50 kilomètres, borde le territoire communal dans sa partie occidentale, avant de rejoindre le Rhône sur le territoire de la commune voisine d'Aoste, situé plus au nord.

### Voies de communication
L'autoroute A43 qui relie Lyon à Chambéry passe à proximité de la commune. Une bretelle autoroutière située à l'ouest de la commune permet de rejoindre le centre-ville :
 11 à 66 km : Bourg-en-Bresse, Le Pont-de-Beauvoisin, Belley, Saint-Genix-sur-Guiers.

## Urbanisme

### Typologie
Au 1er janvier 2024, Belmont-Tramonet est catégorisée commune rurale à habitat dispersé, selon la nouvelle grille communale de densité à sept niveaux définie par l'Insee en 2022.
Elle appartient à l'unité urbaine du Pont-de-Beauvoisin, une agglomération inter-départementale regroupant treize  communes, dont elle est une commune de la banlieue,,. Par ailleurs la commune fait partie de l'aire d'attraction de Chambéry, dont elle est une commune de la couronne,. Cette aire, qui regroupe 115 communes, est catégorisée dans les aires de 200 000 à moins de 700 000 habitants,.

### Occupation des sols
L'occupation des sols de la commune, telle qu'elle ressort de la base de données européenne d’occupation biophysique des sols Corine Land Cover (CLC), est marquée par l'importance des territoires agricoles (84,6 % en 2018), en diminution par rapport à 1990 (94,5 %). La répartition détaillée en 2018 est la suivante : 
zones agricoles hétérogènes (67,9 %), prairies (11 %), zones industrielles ou commerciales et réseaux de communication (7,1 %), terres arables (5,8 %), zones urbanisées (4,6 %), forêts (3,7 %).
L'IGN met par ailleurs à disposition un outil en ligne permettant de comparer l’évolution dans le temps de l’occupation des sols de la commune (ou de territoires à des échelles différentes). Plusieurs époques sont accessibles sous forme de cartes ou photos aériennes : la carte de Cassini (XVIIIe siècle), la carte d'état-major (1820-1866) et la période actuelle (1950 à aujourd'hui).

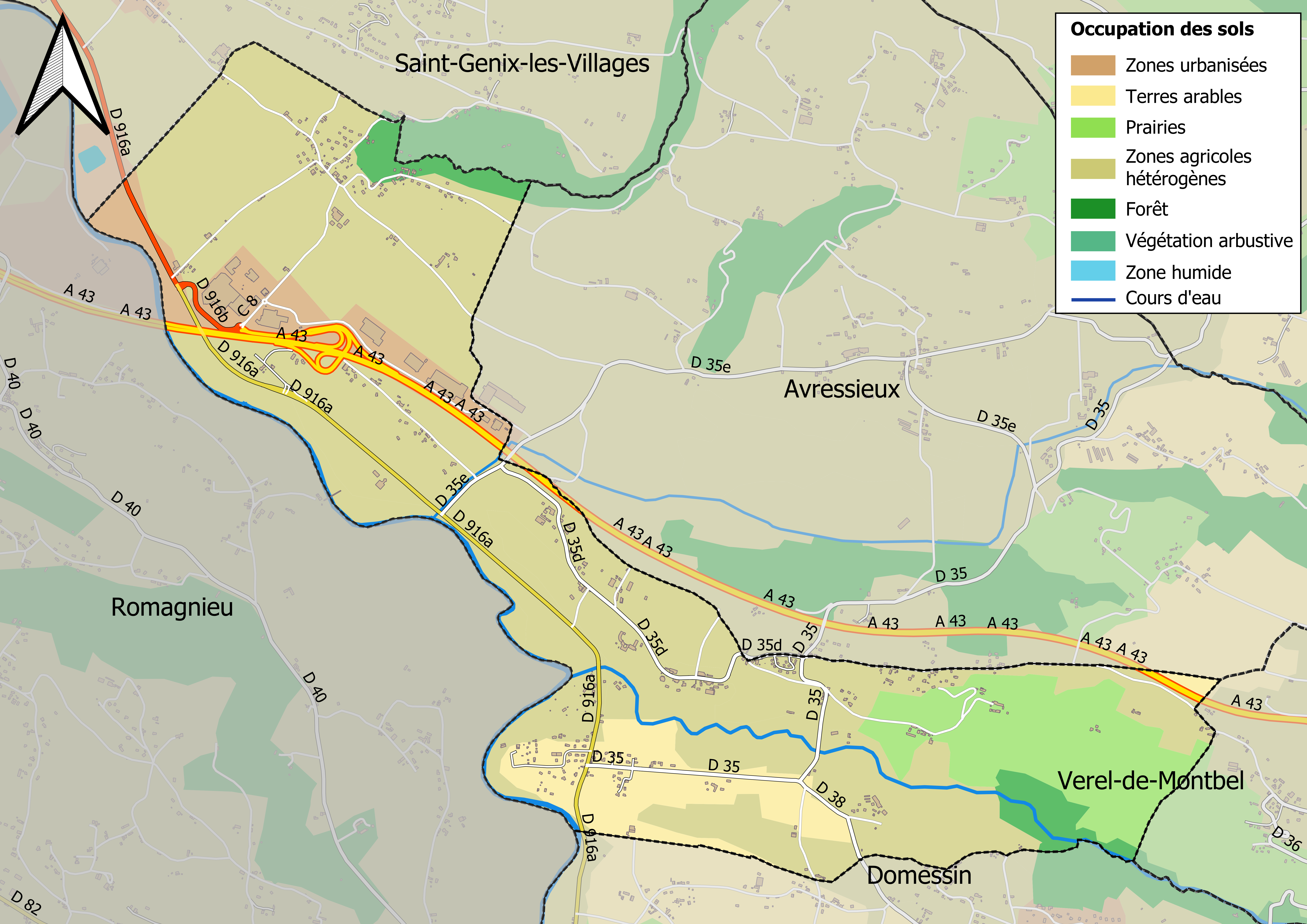
Carte des infrastructures et de l'occupation des sols en 2018 (CLC) de la commune.
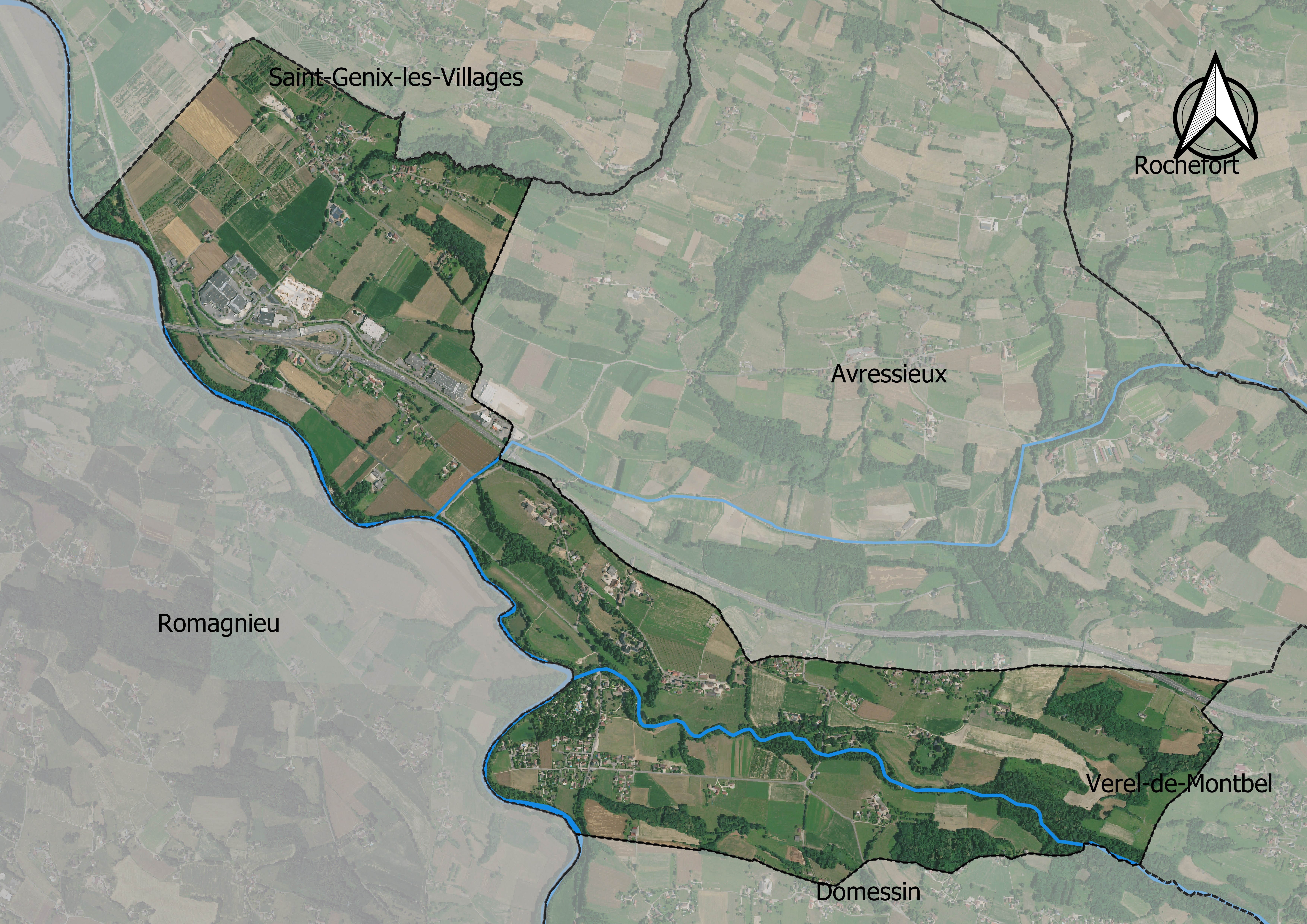
Carte orthophotogrammétrique de la commune.

## Toponymie
Belmont est un toponyme composé de deux synonymes issus de langues différentes (doublet tautologique), en l'occurrence bel- qui est une base pré-celtique signifiant « hauteur » et mont qui vient du latin mons.
En francoprovençal, le nom de la commune s'écrit Bèrmon, selon la graphie de Conflans.

## Histoire
Au cours de la période d'occupation du duché de Savoie par les troupes révolutionnaires françaises, à la suite du rattachement de 1792, la commune appartient au canton de Pont-de-Beauvoisin, au sein du département du Mont-Blanc.

## Politique et administration

### Liste des maires
| Période                                  | Période                  | Identité              | Étiquette | Qualité |
| ---------------------------------------- | ------------------------ | --------------------- | --------- | ------- |
| Les données manquantes sont à compléter. |                          |                       |           |         |
| mars 1983                                | mars 2008                | Jean-Pierre Peronnier |           |         |
| mars 2008                                | En cours (au avril 2014) | Nicolas Verguet       |           |         |

La commune, tout comme Champagneux, ne fait pas le choix de la fusion dans la commune nouvelle de Saint-Genix, qui regroupe Saint-Genix-sur-Guiers, Gresin, Saint-Maurice-de-Rotherens.[réf. nécessaire]

## Population et société

### Démographie
L'évolution du nombre d'habitants est connue à travers les recensements de la population effectués dans la commune depuis 1793. Pour les communes de moins de 10 000 habitants, une enquête de recensement portant sur toute la population est réalisée tous les cinq ans, les populations de référence des années intermédiaires étant quant à elles estimées par interpolation ou extrapolation. Pour la commune, le premier recensement exhaustif entrant dans le cadre du nouveau dispositif a été réalisé en 2005.

En 2022, la commune comptait 512 habitants, en évolution de −8,73 % par rapport à 2016 (Savoie : +3,63 %, France hors Mayotte : +2,11 %).
| 1793 | 1800 | 1806 | 1822 | 1838 | 1848 | 1858 | 1861 | 1866 |
| ---- | ---- | ---- | ---- | ---- | ---- | ---- | ---- | ---- |
| 384  | 462  | 490  | 466  | 650  | 614  | 585  | 576  | 538  |

| 1872 | 1876 | 1881 | 1886 | 1891 | 1896 | 1901 | 1906 | 1911 |
| ---- | ---- | ---- | ---- | ---- | ---- | ---- | ---- | ---- |
| 509  | 501  | 473  | 484  | 464  | 474  | 431  | 418  | 372  |

| 1921 | 1926 | 1931 | 1936 | 1946 | 1954 | 1962 | 1968 | 1975 |
| ---- | ---- | ---- | ---- | ---- | ---- | ---- | ---- | ---- |
| 356  | 338  | 339  | 327  | 325  | 332  | 313  | 287  | 348  |

| 1982 | 1990 | 1999 | 2005 | 2006 | 2010 | 2015 | 2020 | 2022 |
| ---- | ---- | ---- | ---- | ---- | ---- | ---- | ---- | ---- |
| 341  | 339  | 405  | 494  | 501  | 548  | 561  | 523  | 512  |

### Enseignement
La commune de Belmont-Tramonet relève de l'académie de Grenoble.

## Culture locale et patrimoine

### Lieux et monuments

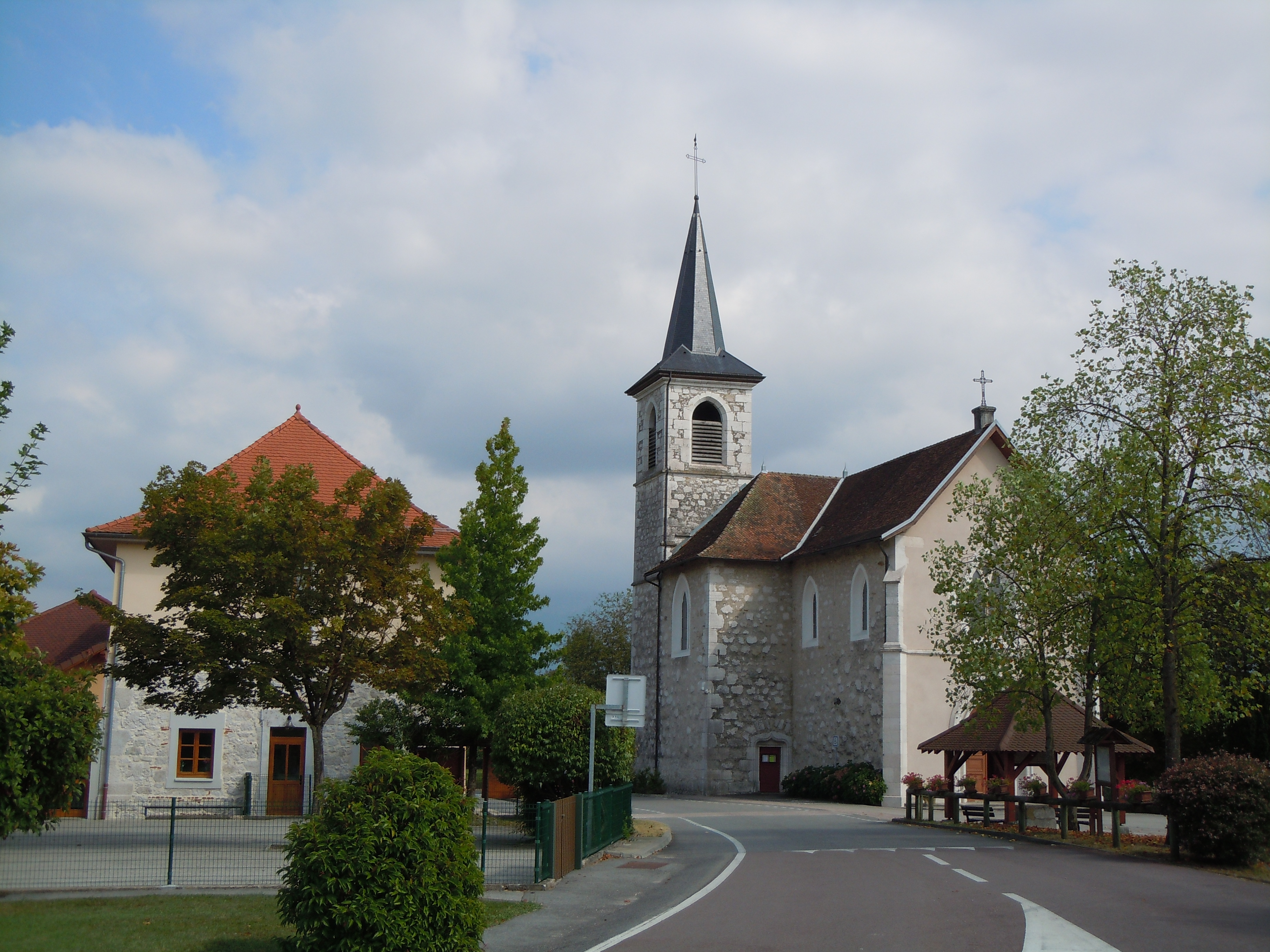
Église Notre-Dame de l'Assomption.

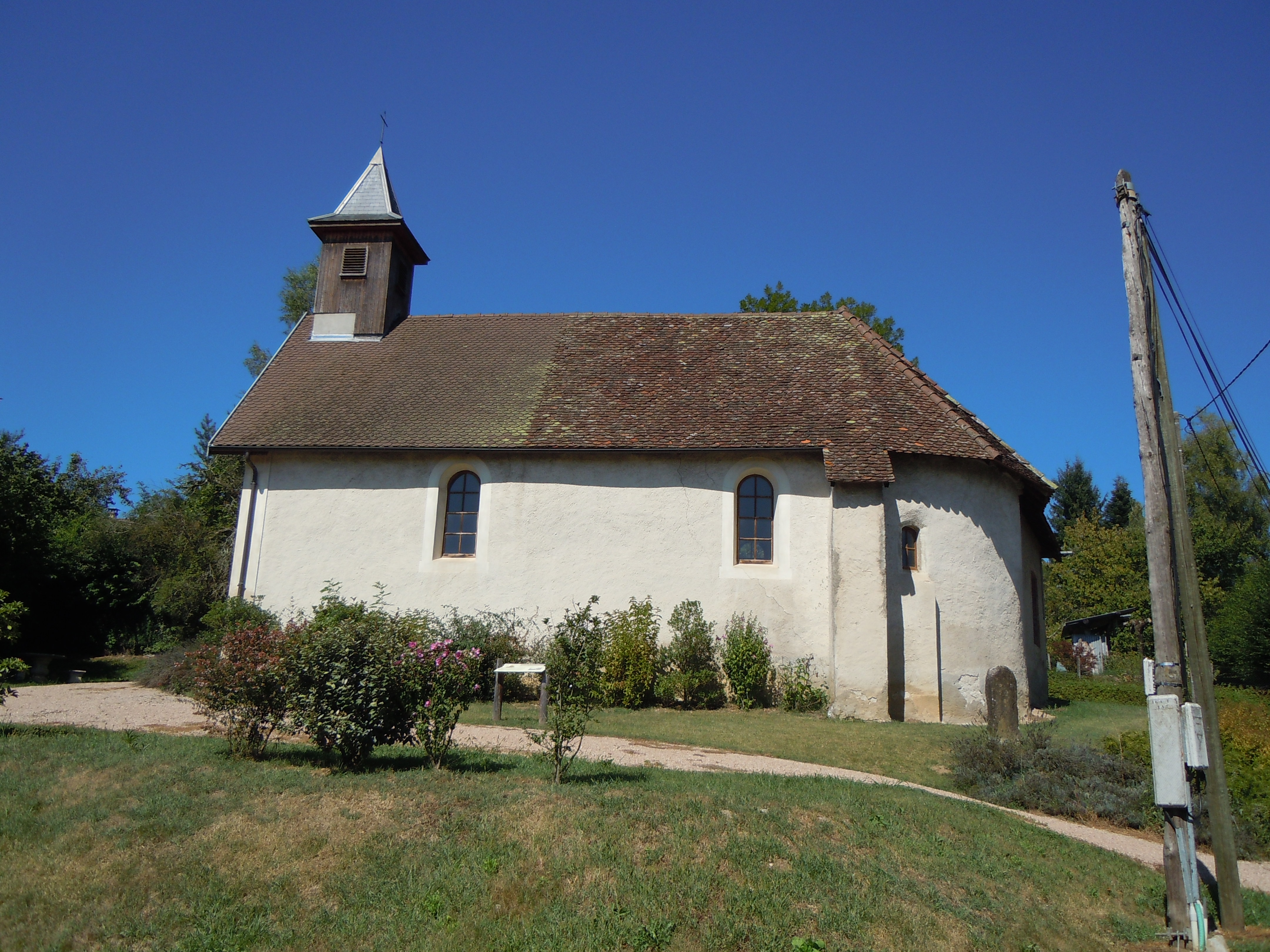
Chapelle de Tramonet.

- La chapelle Notre-Dame-des-Sept-Douleurs de Tramonet, construite en pisé. Mentionnée en 1703, elle date probablement du Moyen Âge. La sacristie et la nef ont été agrandies au XVIIIe siècle, elle a été restaurée en 1948 et 1990.
- L'église paroissiale dédiée à Notre-Dame-de-l'Assomption (1844, consacrée en 1853), restauration au XXe siècle.
- Château de Belmont (XIIIe siècle) : cette ancienne résidence de la famille Perrin d'Athenaz fut léguée en 1850 par Xavier de Maistre à son neveu, Louis-Eloi Audifax de Buttet (1795-1877), chevalier de l'ordre des Saints Maurice-et-Lazare. Son fils, Charles-Marie-Jules de Buttet (1838-1924), ancien capitaine de l'Armée pontificale, a été maire de Belmont-Tramonet. Le château abrite, depuis le début des années 1970, l'abbaye bénédictine Saint-Joseph de La Rochette.
- La Pierre de Corbulon, ex-voto gallo-romain, dédiée à Jupiter.

| Pierre de Corbulon | IOVI.O.I SEX.CORNEL.POLLIO SUO ET CORNELI CORBULONIS FRA TRIS SUI NOMINE | À Jupiter, très bon et très grand Sextus Cornelis Pollion En son nom et celui de Cornelius Corbulon son frère |

### Patrimoine naturel
- Le marais de la Combe Veyron, le marais des Chaudannes et les rives du Thier sont classés zones naturelles d'intérêt écologique, faunistique et floristique.

### Personnalités liées à la commune
- Louis Mandrin, célèbre contrebandier français du XVIIIe siècle, avait pour habitude de traverser la frontière franco-savoyarde en passant par le village de Belmont. Il a été arrêté à quelques lieues de là, au château de Rochefort-Novalaise par les troupes des fermiers généraux français. Il fut roué vif sur la place des Clercs de Valence, le 24 mai 1755[21].